# Wilhelm Sommer (Mediziner)

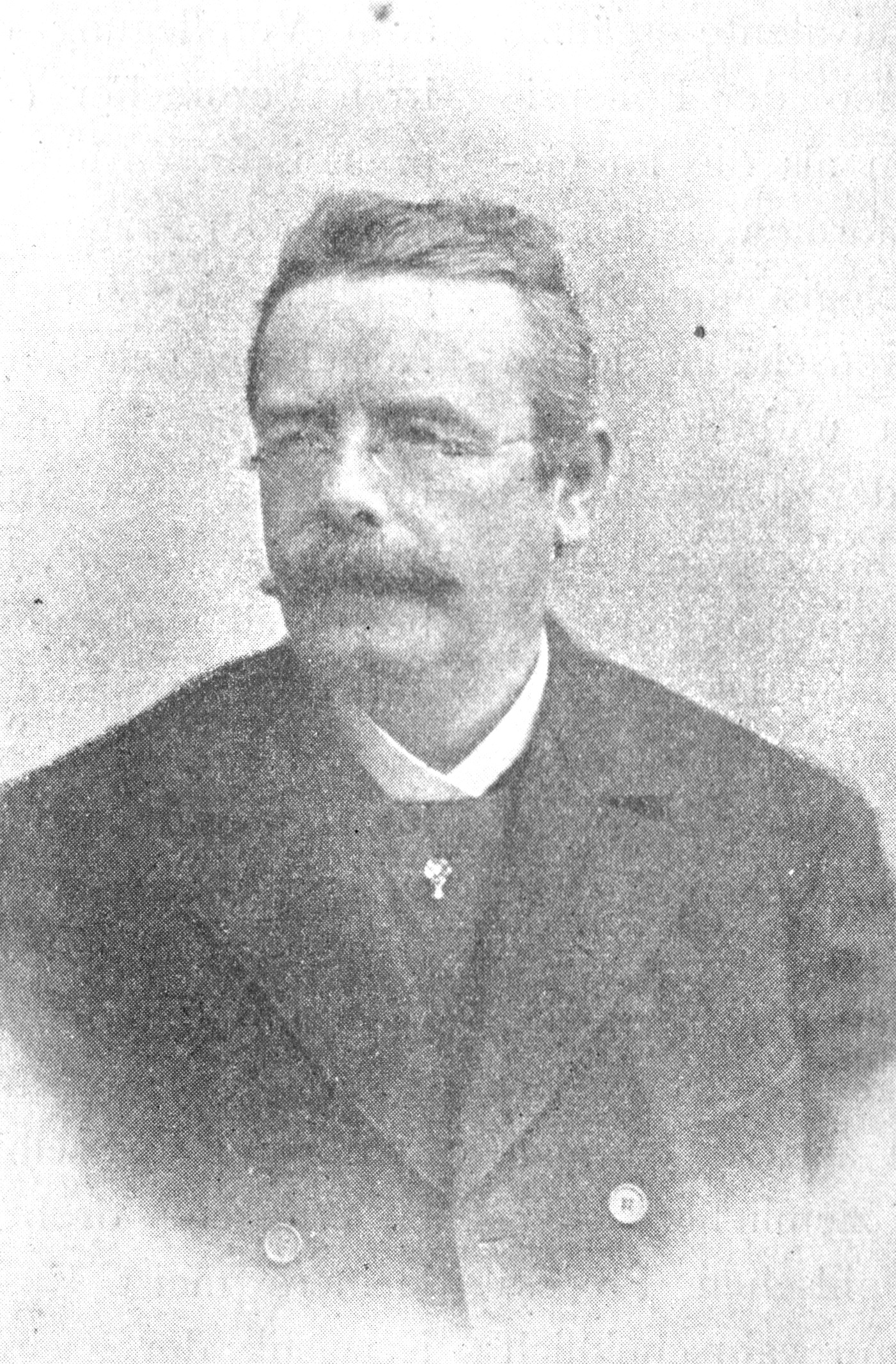
Wilhelm Sommer

Karl Wilhelm Sommer (* 9. Juli 1852 in Frankfurt (Oder); † 10. Januar 1900 in Allenberg (Kreis Wehlau)/Ostpreußen) war ein deutscher Psychiater, Neurologe, Anthropologe und Pathologe. Auf ihn geht die Bezeichnung „Sommerscher Sektor“ des Ammonshorns zurück.

## Leben
Sommer wurde als Sohn eines Arztes in Frankfurt/Oder geboren und besuchte dort auch das Gymnasium. 1870 arbeitete er als Helfer der Johanniter-Krankenpflege. Im folgenden Jahr nahm er ein Studium der Medizin in Berlin, Würzburg und Leipzig auf. Im letzten Studienjahr arbeitete er bereits als Assistent am Stadtkrankenhaus Chemnitz. Außerdem besuchte er Kliniken in Halle/Saale und Leipzig. Im Frühjahr 1879 legte er sein Staatsexamen ab und wurde am 13. Mai 1879 Assistenzarzt an der Provinzial-Heil- und Pflegeanstalt Allenberg bei Wehlau. Hier arbeitete er unter Julius Jensen und Karl Waehner, stieg 1885 zum 2. Arzt auf und wurde 1890, nachdem er 1888 in Würzburg promoviert hatte, Nachfolger Waehners als Direktor der Anstalt Allenberg. In dieser Funktion blieb er bis zu seinem überraschenden Tod 1900 tätig. Sommer legte Studien über Kleinhirn-Sklerose, über Verwachsungen im Gebiet des Atlas, über „verbrecherische Irre“ und „irre Verbrecher“, über den Zusammenhang zwischen nervöser Veranlagung und Abweichungen der Schädelform, aber auch anthropologische Studien etwa über lettische Grabschädel aus der kurischen Nehrung vor.

## Schriften (Auswahl)
- Erkrankung des Ammonshorns als aetiologisches Moment der Epilepsie. In: Archiv für Psychiatrie und Nervenkrankheiten. Bd. 10 (1880), H. 3, S. 631–675, doi:10.1007/BF02224538.
- Postepileptisches Irresein. In: Archiv für Psychiatrie und Nervenkrankheiten. Bd. 11 (1881), H. 3, S. 549–612, doi:10.1007/BF01796316
- Ein neuer Fall von Hypertrichosis circumscripta. In: Archiv für pathologische Anatomie und Physiologie und für klinische Medicin. Bd. 102, H. 2 (5. November 1885), S. 407–409, doi:10.1007/BF01878859.
- Atlasankylose und Epilepsie. In: Archiv für pathologische Anatomie und Physiologie und für klinische Medicin. Bd. 119 (1890), H. 2, S. 362–371, doi:10.1007/BF01882042.